# Christuskirche (Gustedt)

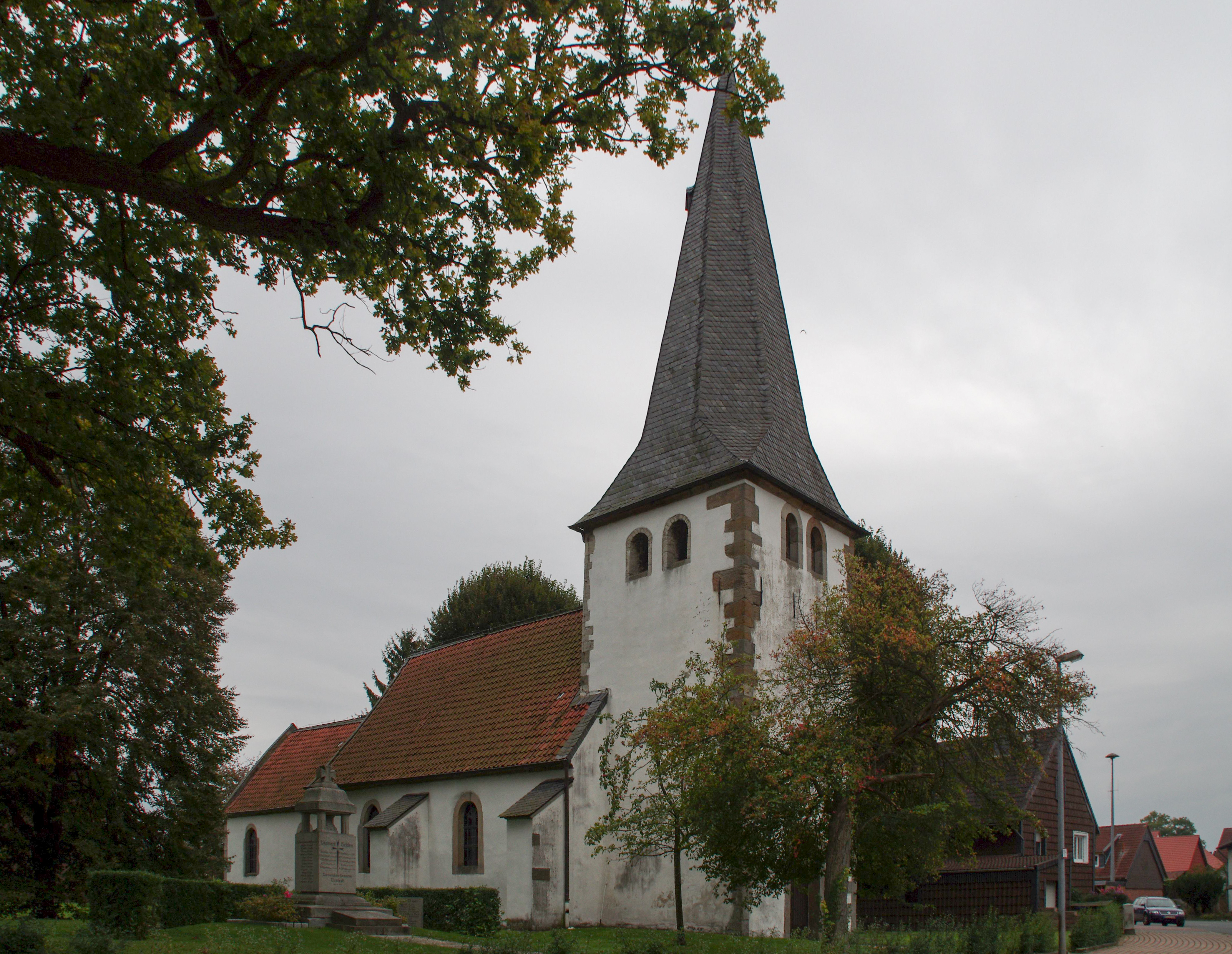
Christuskirche

Die evangelisch-lutherische Christuskirche steht in Gustedt, einem Ortsteil der Gemeinde Elbe im Landkreis Wolfenbüttel in Niedersachsen. Die Kirchengemeinde gehört zur Propstei Goslar der Evangelisch-lutherischen Landeskirche in Braunschweig.

## Beschreibung
Bereits 1326 gab es eine Kirche in Gustedt. Im Jahre 1420 wurde die Saalkirche teilweise oder gänzlich erneuert. Ein Eckstein an der südlichen Ostseite des Chors trägt diese Jahreszahl. Der Chor und das Langhaus gehören derselben Bauperiode an. Der quadratische Kirchturm im Westen ist älter. An das Langhaus schließt sich im Osten ein nur wenig eingezogener, rechteckiger Chor an, der ursprünglich gewölbt war. Erhalten blieb bis heute eine möglicherweise als Sakramentshaus benutzte Wandnische samt eiserner Tür im Chor. Sie trägt die Jahreszahl 1484. Am Anfang des 17. Jahrhunderts wurde die Kirche umgebaut. Der aus dem späten 18. Jahrhundert stammende Kanzelaltar wurde bei der umfassenden Renovierung 1977/78 entfernt. Heute erinnern lediglich der Altar und die jetzt niedrig stehende Kanzel an ihn. Neu gestaltet wurde auch das Vestibül im Turm. 1978 wurde die Kirche neu eingeweiht. 1864 wurde eine Orgel angekauft, die aus einer anderen Kirche stammt. Ein besonderes Schmuckstück in der Kirche ist die 1989 angeschaffte, aus dem Ahrntal stammende Stele, die Jesus Christus mit Maria Magdalena darstellt.